# Gerardo Silva
Gerardo Silva Escudero (* 21. September 1965 in Ciudad Valles, San Luis Potosí) ist ein ehemaliger mexikanischer Fußballspieler, der vorwiegend im Mittelfeld agierte.

## Leben
Im Alter von 7 Jahren schloss der fußballbegeisterte Silva sich seinem Heimatverein Deportivo Milán an. Als Jugendlicher wechselte er zu Atlético Potosino, bei denen er auch seinen ersten Profivertrag erhielt und 1986 in einem Punktspiel gegen den CF Atlante in der mexikanischen Primera División debütierte. Mit der Mannschaft aus der Landeshauptstadt San Luis Potosí stieg er 1989 in die zweite Liga ab. Die darauffolgende Saison 1989/90 verbrachte Silva beim Club Santos Laguna, bevor er 1990 zum Club Deportivo Guadalajara stieß, bei dem er seine insgesamt beste Phase hatte und zwischendurch sogar die Kapitänsbinde trug. Für Chivas bestritt er von 1990 bis 1993 insgesamt 106 Einsätze in der höchsten mexikanischen Spielklasse, bei denen er 10 Treffer erzielte.
Zur Saison 1993/94 wechselte Silva zum Erzrivalen des Teams aus Guadalajara, bestritt für den Club América allerdings nur 7 Einsätze und blieb ohne Torerfolg.
Anschließend wechselte er zum Puebla FC, spielte in den Planungen des neuen Vereinstrainers allerdings keine Rolle und zog sich daher in die zweite Liga zurück. Dort spielte er in den folgenden Jahren noch für den Tampico-Madero FC, den Querétaro FC und  Real San Luis, in dessen Reihen er seine aktive Laufbahn beendete. 
Anschließend war Silva noch lange als Trainer tätig und arbeitete unter anderem als Interimstrainer bei den Erstligisten Club San Luis und Chiapas FC. Außerdem gründete er 2006 in seinem Geburtsort Ciudad Valles eine eigene Fußballschule.